# Nicholas Hammond
Nicholas Hammond (Washington, 15 de maio de 1950) é um ator e roteirista estadunidense.
Nicholas interpretou Friedrich em The Sound of Music (A Noviça rebelde/Música no Coração), posteriormente dedicando-se a diversos trabalhos na televisão, como Homem-Aranha, 20 Mil Léguas Submarinas, Missão Impossível e Flipper.
Tornou-se roteirista e produtor em Sydney.

## Filmografia

### Ator
- 2005 Stealth (filme) Ameaça Invisível  Executive Officer ou "Stealth" - USA (título original);
- 2005 The Saviour  Pastor;
- 2003  "A Grande Virada"  Bill Taylor ou "The Rage in Placid Lake" - Austrália (título original);
- 2001 Crocodile Dundee in Los Angeles  Curator ou "Crocodile Dundee in Los Angeles" - Austrália (título original);
- 1998  A Sombra da Morte  Personagem: Russel ou "13 Gantry Row" - Austrália (título original);
- 1997  A Estrada do Paraíso  Personagem: Marty Merrit ou "Paradise Road" - Austrália (título original);
- 1993 Frauds  Personagem: Detective Simms;
- 1990 Beyond My Reach  Personagem: Steven Schaffer;
- 1989 Missão Impossível  Personagem: Woodward ou "Mission: Impossible" - USA (título original);
- 1989 Emerald City  Personagem: Ian Wall  ou "A Cidade de Esmeralda" - Brasil (título para TV a cabo);
- 1989 Cobra nero 2  Personagem: Lt. Kevin McCall;
- 1965 A Noviça Rebelde  Personagem: Friedrich, "The Sound of Music" - USA (título original) ou "Música no Coração" - Portugal;
- 1963 O Senhor das Moscas  Personagem: Robert ou "Lord of the Flies" - UK (título original);

### Roteirista
- Secret Men's Business (1999) (TV) (escritor)

### Trilha sonora
- A Noviça Rebelde (1965) (intérprete: "Do-Re-Mi" (1959, "The Lonely Goatherd" (1959), "Edelweiss" (1959), "So Long, Farewell" (1959)) ("The Sound of Music" (1959), "My Favorite Things" (1959))... ou "The Sound of Music" - USA (título original) ... ou "Música no Coração" - Portugal